# Vince Bell
Vince Bell (* 16. září 1951 Dallas, Texas, USA) je americký písničkář. Svou kariéru zahájil v sedmdesátých letech hraním po barech. V roce 1982 utrpěl těžkou autonehodu, ze které se zotavoval několik let. Své první album nazvané Phoenix vydal v roce 1994, produkoval jej Bob Neuwirth a hráli na něm například John Cale, Lyle Lovett nebo Geoff Muldaur. Následovala další dvě alba: Texas Plates v roce 1997 a Recado o deset let později. V roce 2001 vydal koncertní album Live in Texas. Další studiové album, nazvané Ojo, vydal až v dubnu roku 2018. Opět jej produkoval Bob Neuwirth, dále pak David Soldier a Patrick Derivaz.